# Halstandhaantjes
De halstandhaantjes (Megalopodidae) zijn een familie van kevers (Coleoptera) in de onderorde van de Polyphaga.